# Nidhog
Nidhog (en nòrdic occidental antic: Niðhǫggr o, menys versemblantment, Níðhǫggr) és un drac de la mitologia norrena que viu al Niflheim, a prop de la font Hvergelmir, amb dues vibres més, Góinn i Móinn. Nidhog hi rosega des de sota una de les tres arrels del freixe còsmic Ígdrasil, la que arriba fins al Niflheim, intentant matar així el freixe, ja que sap que, tan bon punt aquest mori o caigui, arribarà la fi del món. Les tres nornes, Urd, Verdandi i Skuld guareixen les ferides del freixe còsmic amb la sorra llacorosa de la Deu d'Urd, una font que neix devora una altra de les tres arrels del freixe Ígdrasil (cf. els Grímnismál, estr. 34 ss. i la Gylfaginning, cap. 15 i ss.).
Mitjançant l'esquirol Ratatosc (norrè occidental antic: Ratatǫskr) aquest drac intercanvia insults (ǫfundarorð) amb l'Àguila que habita les branques més altes d'Ígdrasil, sense que se sàpiga quin fou el motiu d'aquest odi mutu (cf. els Grímnismál estr. 32 i la Gylfaginning, cap. 16) ni el nom de l'àguila.
Nidhog és descrit (cf. Vǫlospá, estr. 66) com un drac negre (dimmr), refulgent (fránn), amb el cos recobert de plomes, que puja volant des de les Muntanyes de la Foscor (Niðafjǫll), situades en el submón, plana sobre els camps de batalla i, després, torna al submón amb els morts de què s'alimenta entre el seu plomatge (compte: duu els morts entre les seves plomes i no pas, com potser fóra d'esperar, a les urpes, la qual cosa no ens hauria d'estranyar si assumim que hom hi veia una bèstia serpentiforme i les serps, com se sap, no tenen potes). A la Vǫlospá s'especifica que es nodreix de la sang dels morts, la qual xucla (cf. Vǫlospá, estr. 39 i la Gylfaginning, cap. 52).
Els dos darrers versos de l'estrofa 39 de la Vǫlospá fan:
„þar saug Niðhǫggr nái framgengna, 

sleit vargr vera — vitoð er enn, eða hvat?“
«allà Nidhog xuclava els cadàvers dels traspassats,

[allà] el llop trossejava [els cadàvers] dels homes — que en sabeu més, o què?.»
– Vǫlospá, estr. 39
L'afirmació, que es pot trobar ça i lla, que el drac Nidhog no només s'alimenta de la sang dels cadàvers, sinó també dels cadàvers mateixos, es basa en la identificació -al nostre entendre errònia- d'aquest vargr “llop“ del primer hemistiqui del darrer vers amb el drac Nidhog. En realitat, es tracta de dos processos diferents duts a terme per dues bèsties fabuloses diferents. El llop menjamorts d'aquesta estrofa potser és el gos infernal Garm.